# 日本スポーツチャンバラ学生連盟
一般社団法人日本スポーツチャンバラ学生連盟（にほんスポーツチャンバラがくせいれんめい、英: Japan Sports Chanbara Collegiate Federation、略称：JSCCF）は、大学・短大におけるスポーツチャンバラの普及活動、スポーツチャンバラ学生選手権大会の運営、各大学におけるスポーツチャンバラ部ないしサークルの統括を目的として設置された一般社団法人。

## 概説
1998年に公益社団法人日本スポーツチャンバラ協会内の特命委員会として設立されたスポーツチャンバラ学生普及委員会を前身とし、2018年に一般社団法人日本スポーツチャンバラ学生連盟として法人化。現在、岩尾光平が代表理事を務める。加盟大学数は2020年4月1日現在73校。登録選手数は約1300人。

## 沿革
1998年
公益社団法人日本スポーツチャンバラ協会の下部組織として、東京大学颯剣会が中心となり、学生間のスポーツチャンバラの普及発展のため、スポーツチャンバラ学生普及委員会が設立される。岩尾光平が委員長、菊池漠が副委員長となる。

2018年2月
スポーツチャンバラ学生普及委員会を一般社団法人日本スポーツチャンバラ学生連盟として法人化

2019年4月
一般社団法人大学スポーツ協会（UNIVAS）の創設時加盟団体となる。

## 主な主催大会
・スポーツチャンバラ全日本学生選手権大会
　スポーツチャンバラ大学日本一を決する大会である。
　2019年12月22日の大会で、佛教大学スポーツチャンバラサークルが、男女とも団体３位となった。
　2020年12月6日には、市古憲一郎が男子グランドチャンピオンとなった。
・スポーツチャンバラ関東学生大会（春季・秋季）
・スポーツチャンバラ関西・北陸合同学生大会
・スポーツチャンバラ東海学生大会
・スポーツチャンバラ関東大学リーグ戦大会（春季・秋季）

## メディア露出
BS11-「キラボシ」
第２６回全日本学生選手権大会に出場した、福本あかり（東洋大）が密着取材された。
フジTV「カレッジ×すぽると」
韓国籍学生として初めて学連加盟団体主将となったイ・サンヒョック（東大）が密着取材された。
テレビ東京「よじごじdays」
フランス代表チームの日本遠征受け入れホストとなった東京大学颯剣会が取材された。